# Vitor Mendes
Vitor Mendes Alves (Belém, 13 de fevereiro de 1999) é um futebolista brasileiro que atua como zagueiro. Atualmente defende a Ferroviária.
Foi um dos futebolistas citados na Operação Penalidade Máxima em 2023, onde confessou ter participado em junho e foi banido por 720 dias do futebol, além de condenado a pagar 70 mil reais.

## Carreira

### Início
Vitor Mendes nasceu em Belém, capital do Pará, no bairro de Icoaraci. De família humilde, passou por adversidades para conseguir de sequência na em sua trajetória esportiva, iniciando sua carreira no Cruzeirão, clube de sua cidade, e depois na escolinha do Carajás. Para conseguir o dinheiro da passagem, fez inúmeros serviços como de catar garrafas de vidro, consertar bicicletas perto de sua casa e vender picolé com seu pai. Devido a situação, sua mãe chegava a chorar não conseguir ajudá-lo com treinos.
Vitor chegou ao Paysandu em 2009, onde chegou a ser campeão paraense na base e ficou por três anos. Atuando como centroavante, logo em sua estreia pelo Azulão na base fez um gol de falta e de cabeça.
Passou também pela Inter de Limeira no Sub-17, mas antes, durante suas tentativas de continuar, conheceu um amigo, chamado Júnior, que ajudou-lhe e conseguiu um teste em São Paulo, na Ponte Preta. Atuando ainda no Carajás, Guiomar de Jesus, presidente da escolinha do clube, comprou sua passagem para o teste. Chegando para o teste na Macaca, acabou sendo reprovado.
Eu lembro que, quando fui reprovado, chegou um cara pro Júnior e tinha dito que eu não tinha condições de ficar, que era para ele me mandar embora para minha cidade de volta. Mas fiquei para mim mesmo que essas palavras que ele disse, só me deram mais incentivo para eu não desistir— Vitor Mendes, em entrevista à ESPN.
Nesse mesmo dia, teve de dormir ao relento. Um amigo de seu amigo Junior havia conseguido um quartinho nos fundos de sua casa. Com espaço curto e Júnior estando com a família, Mendes pegou uma rede com o amigo de Júnior e dormiu no lado fora, tendo chovido e feito frio à noite. No dia seguinte, tentou novamente num outro clube do interior de São Paulo. Sem alimentar-se, conseguiu ser aprovado e como havia um novo teste no dia posterior, conseguiu dormir no alojamento do clube. Sem alimentação adequada, Mendes chegou a dividir comida com um cão de rua que havia nas instalações do clube. Nas vésperas de uma partida contra o Santos, acabou dormindo demais, não foi acordado pelos outros que estavam na concentração e perdeu a partida. Como havia a partida volta, nesta acabou atuando e foi notado pelo técnico Aarao Alves, que o convidou para um teste no Santos ao fim do campeonato. Fez um teste no clube santista e passou, chegando em 2016.

### Santos
Vitor chegou no Peixe como volante e era visto como um dos potenciais substitutos de Thiago Maia na posição, sendo transformado em zagueiro pelo técnico Aarao Alves, filho de Manoel Maria (ex-jogador do clube e um dos ídolos do Santos), que observou que o mesmo tinha qualidades de defensor. Em agosto de 2017, Vitor estava no Sub-20 do clube e acertou seu primeiro contrato profissional até agosto de 2022.

### Atlético Mineiro
Chegou ao Atlético Mineiro no início de 2018, por empréstimo e para atuar na base. Capitão da equipe e destaque na equipe que chegou às oitavas da Copa São Paulo de Futebol Júnior de 2019, disputou 37 partidas e fez quatro gols, além de ter sido relacionado para partidas no time principal na temporada. O Atlético queria estender seu empréstimo, mas com a negativa do clube paulista, o Galo acabou exercendo a opção de compra em dezembro de 2019 por 400 mil reais por 70% de seu passe.

### Guarani
Em fevereiro de 2020, foi anunciado como novo reforço do Guarani por empréstimo até maio para o Campeonato Paulista. Em abril, ainda não havia disputado nenhuma partida pelo Bugre, que queria manter o atleta, contudo a questão salarial era um impasse entre as diretorias. Porém, não houve acordo e Mendes acabou retornando ao clube mineiro em maio.

### Boa Esporte
Desde que retornou ao Galo, Vitor Mendes fazia parte da equipe de transição. Porém em 15 de julho de 2020 foi anunciado como novo reforço do clube mineiro Boa Esporte, até maio de 2021. Porém, com a chegada de novos reforços acabou perdendo espaço e teve seu contrato rescindido em outubro de 2020 antes do fim do empréstimo.

### Figueirense
No dia 23 de outubro de 2020, foi emprestado e apresentado como novo reforço do Figueirense até o final da Série B. Apesar da consolidação principalmente com o técnico Jorginho onde teve una sequência como titular, ao fim do empréstimo em janeiro de 2021 retornou ao Atlético Mineiro. Ao todo foram 19 partidas, sendo 18 como titular.

### Juventude
Em 23 de fevereiro 2021, foi apresntado como novo reforço do Juventude por empréstimo de uma temporada. Titular absoluto no Jaconero, disputou 45 partidas (além de 34 das 38 rodadas da Série A) e marcou três gols, onde ajudou o clube manter-se na Primeira Divisão foi titular em foi líder em alguns quesitos defensivos como cortes e interceptações.
Durante sua passagem destacada pela equipe, o clube a qual pertencia, Atlético Mineiro, chegou a receber sondagens de times europeus e estadunidenses, contudo rejeitou vender Mendes pois era visto com bons olhos seu retorno ao clube mineiro. Sua última partida foi na vitória por 1–0 sobre o Corinthians na última rodada do Brasileirão, que selou a permanência na série A.

### Retorno ao Atlético
Chegou a retornar ao Atlético para o Campeonato Mineiro de 2022 após pedido de Cuca em janeiro e para compor a defesa do Galo devido a lacuna deixada após a saída de Junior Alonso. Fez sua estreia pelo clube nessa temporada, atuando nos 90 minutos do empate de 1–1 com o Vila Nova na 1ª rodada do Campeonato Mineiro. Vitor teve uma boa atuação, acertando 100% dos passes e 12 ações defensivas exitosas.
Em 7 de fevereiro foi anunciada a renovação de seu contrato até o final de 2024, tendo disputado dois jogos na temporada.

### Novo empréstimo ao Juventude

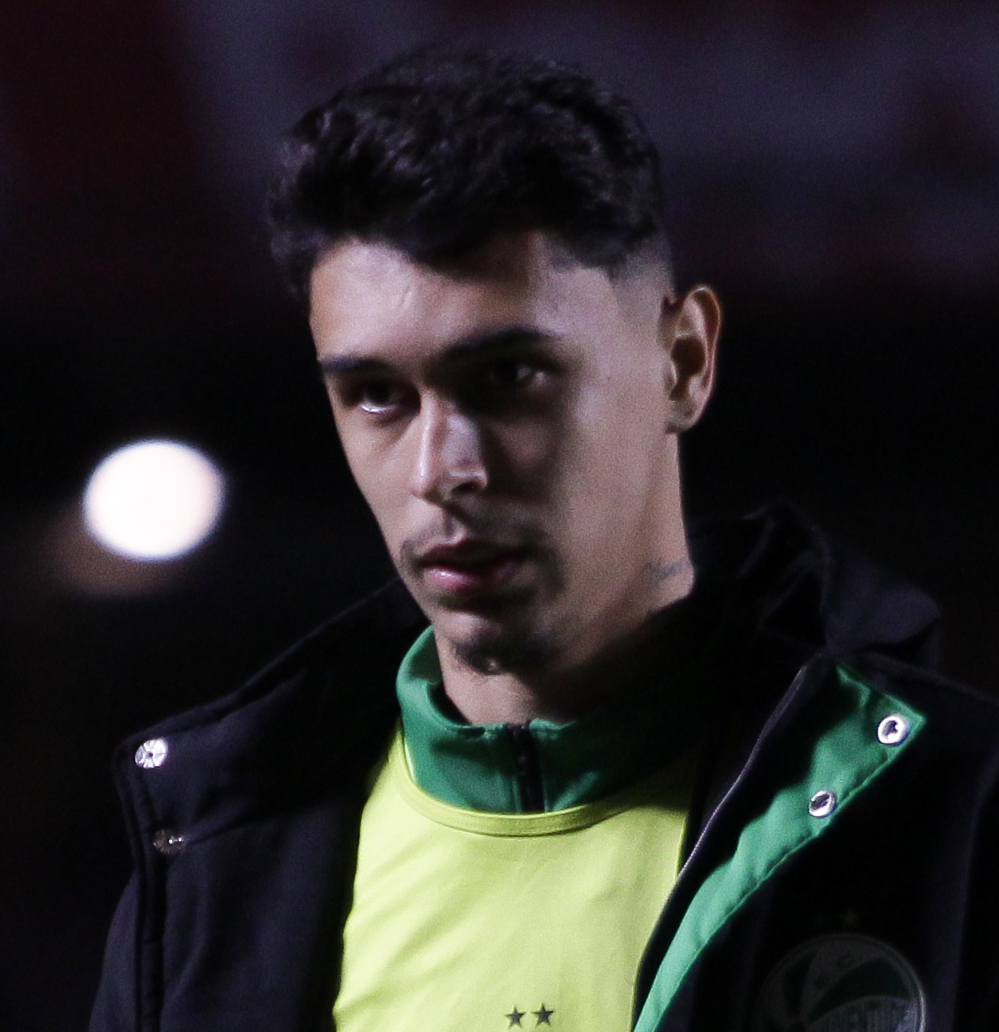
Vitor Mendes em 2022

Não conseguindo se firmar no Galo e com apenas três partidas disputadas, foi emprestado novamente ao Juventude em 12 de abril de 2022, ficando até o final o final da temporada no clube gaúcho.
Em 15 de maio, chegou a marca de 50 partidas pelo clube e fez um dos gols da vitória por 2–1 sobre o Avaí na sexta rodada do Campeonato Brasileiro, sendo o primeiro  triunfo do time na competição.
Enquanto estava no clube Alviverde, quase teve sua transferência para o Ludogorets, da Bulgária, confirmada em setembro. Contudo, não conseguiu tirar o visto de trabalho para ser inscrito nas competições e os clubes não chegaram a um acordo quanto ao valor da transferência. Nessa segunda passagem, atuou em 21 partidas e fez um gol.

### Fluminense
Em 20 de dezembro de 2022, Mendes foi anunciado como novo reforço do Tricolor por empréstimo de uma temporada. Ganhou a camisa número 4. Foi apresentado em 6 de janeiro de 2023 e 11 dias depois fez sua estreia na vitória por 2–0 sobre o Nova Iguaçu na 2ª rodada do Campeonato Carioca.
Marcou seu primeiro gol com a camisa do Fluminense em 7 de abril, na vitória por 3–1 sobre o Sporting Cristal na 1ª rodada da fase de grupos Libertadores.
Com seu envolvimento no esquema de manipulação de resultados, teves seus contratos com Fluminense e Atlético Mineiro rescindidos de forma amigável em outubro de 2023. Foram nove partidas e um gol pelo Tricolor e apesar de ter saído, recebeu a medalha de campeão da Libertadores pelo fato de ter atuado em três jogos da campanha campeã do Fluminense, além de ter marcado um gol.

### Retorno ao futebol na Ferroviária
Em 29 de julho de 2025, após dois anos suspenso do futebol profissional, foi anunciado como novo reforço da Ferroviária para a disputa da Série B. O zagueiro assinou até o fim do ano e assumiu a camisa 4 do clube de Araraquara.

## Vida pessoal
Após seu nome aparecer na investigação feita pelo Ministério Público de Goiás na chamada de Operação Penalidade Máxima II, que estava investigando jogadores que estavam envolvidos em apostas esportivas irregulares, o Fluminense anunciou em 10 de maio de 2023 que havia afastado Mendes preventivamente.
Na altura, ainda não havia uma denúncia oficializada contra o atleta, mas estavam em circulação prints de conversas pelo WhatsApp nas quais aparecia seu nome. Quando ainda atuava pelo Juventude, Vitor Mendes recebeu uma quantia financeira para receber um cartão amarelo no empate com 1–1 com o Fortaleza em 18 de setembro de 2022, em jogo da 27ª rodada. Os prints mostravam que Mendes receberia 35 mil reais caso tivesse êxito em tomar o cartão, fato que ocorreu aos 41 minutos do segundo tempo. Ainda nas imagens, constava um comprovante de um pix de 5 mil reais enviado ao jogador em 21 de outubro de 2022, pela BC Sports Management, empresa que tinha como sócio Bruno Lopez, apontado como um dos chefes da quadrilha dos esquemas. Vitor também apareceu em outras imagens cobrando o restante do valor e que conseguiria mais dois companheiros para participar.
Em junho, acabou confessando sua participação no esquema de manipulação de resultados e fechou um acordo com MPGO, tornando-se o 9º atleta a tornar-se testemunha para não responder criminalmente, tendo sido intimado para depor no dia 16 de junho. Em setembro, Vitor Mendes teve a punição por envolvimento no caso de manipulação em situações de jogo ampliada. O Pleno do STJD aumentou sua suspensão para 720 dias e a multa para 70 mil reais. A punição inicial era de 430 dias de suspensão e multa de 40 mil. Como consequência do episódio, teve seu contrato rescindido com Fluminense e Atlético Mineiro, ficando livre no mercado em outubro de 2023.

## Títulos

### Atlético Mineiro
- Campeonato Mineiro:  2022
- Supercopa do Brasil: 2022[42]

### Fluminense
- Campeonato Carioca: 2023
- Copa Libertadores: 2023